# عنکبوت‌های عنابی
عنکبوت‌های عنابی (نام علمی: Tengellidae) نام یک تیره از راسته عنکبوت است.